# Boeremag
Boeremag (Afrikaans für „Burenmacht“) war eine rechtsradikale Gruppe in Südafrika, die mit terroristischen Mitteln arbeitete. Ihre Mitglieder rekrutierten sich aus der burischen Unter- und Mittelschicht; mehrere von ihnen hatten während der Apartheid der Armee und der Polizei angehört.

## Geschichte
Boeremag wird eine Reihe von Bombenanschlägen zugeschrieben, die im Oktober 2002 in Soweto durchgeführt wurden. Dabei gab es ein Todesopfer und mehrere Verletzte. Anschlagsziele waren Brücken, Tankstellen, Eisenbahnschienen und eine Moschee. Eine weitere Bombe, die jedoch nicht explodierte, wurde in einem buddhistischen Tempel in Bronkhorstspruit platziert. Im August des gleichen Jahres war bereits ein Anschlag auf den Weltgipfel für nachhaltige Entwicklung in Johannesburg verhindert worden. Nach der Anschlagsserie in Soweto wurde die Gruppe von Geheimdienst und Polizei zerschlagen. 2003 begann vor dem North Gauteng High Court in Pretoria ein Hochverratsprozess gegen 22 Boeremag-Mitglieder, denen nicht nur Beteiligung an den Bombenanschlägen vorgeworfen wurde, sondern auch die Planung eines Staatsstreichs und eines Attentats auf Nelson Mandela. Einige der Angeklagten beriefen sich vor Gericht auf den burischen Seher Nicolaas van Rensburg, der um 1900 für den Beginn des dritten Jahrtausends einen Bürgerkrieg prophezeit hatte, der in die Errichtung eines burischen Volksstaates münden sollte.